# ハイライフサントク
ハイライフサントクは、かつて千葉県香取市（営業当時は佐原市）を中心に千葉県・茨城県に展開していたホームセンターである。

## 概要
佐原にあった自動車電装品販売の三徳商会が1970年代後半に始めたホームセンターで、佐原・銚子・鹿島など千葉県東総地域を中心に展開していった。
品揃えはカー用品・自転車用品・家電品・日用品が中心であった。1980年代になると、ベスト電器のエリアフランチャイズも行うようになり、ほとんどの店の近くにはベスト電器が併設されていた。また、佐原店においてはベストオート（ロゴもベスト電器そっくりだったが関連会社では無い）の名でバイクとその用品も販売していた。
しかし、バブル崩壊後の競争激化で経営が行き詰まるようになり、1996年頃までに全店閉鎖し、翌年倒産した。

## 店舗
1996年の閉店まで展開していた店舗のみ
- 千葉都町店
- 佐原店
- 鹿島店
- 銚子店
- 旭店（現在はダイソープラザ旭サンモール店）
- 東金店
- 茂原店（居抜きでプジョーブルーライオン店を経て、現在はオニキス茂原店/アップガレージ茂原店）
- おゆみ野店